# My Heart Draws a Dream
«My Heart Draws a Dream»  es el trigésimo segundo sencillo de L'Arc~en~Ciel, lanzado el 29 de agosto de 2007. Es el segundo sencillo de su undécimo álbum Kiss. Alcanzó el puesto número uno del ranking del Oricon.

## Información
Con "My Heart Draws a Dream" empezó una larga andadura de L'Arc~en~Ciel a finales de 2007 que daría lugar a su undécimo álbum de estudio a finales de año, Kiss. La canción fue utilizada en el comercial del coche Subaru Legacy a partir de mayo del mismo año y a pesar de su poca promoción -pues por estas fechas la banda estaba volcada en un hall tour- llegó sin problemas al número #1 del ranking de ventas. Contaba además con una edición limitada donde la portada era ligeramente diferente e incluía un recortable de papel de uno de los integrantes del grupo.
Sobre su creación, Ken, compositor de la música, dice haberla empezado después de la gira ASIALIVE 2005 como una manera de estimularse haciendo nueva música como en el pasado. Todos los miembros afirman que desde un primer momento el guitarrista estuvo muy seguro de la imagen y forma que le quería dar a esta canción, muy personal, por lo que la primera demo que les enseñó es prácticamente el sonido final que escuchamos en la grabación de estudio. La letra es una composición de Hyde, quien toma la frase "Yume wo egaku yo" ("Dibujo un sueño") como clave en el tema y dice: "Esta canción es realmente difícil. En comparación, todas las canciones difíciles de Ken hasta ahora son comunes".
Cuando meses atrás todos se reunieron y presentaron las canciones que habían hecho, Tetsu fue quien convenció a todos de que debía ser el siguiente sencillo tras "Seventh Heaven", ya que mientras ésta es de un estilo inusual en la banda y pretendían sorprender al público, "My Heart Draws a Dream" refleja el estilo tradicional del grupo en la década de los 90.

## Lista de canciones
| #  | Título                                      | Compuesta por:            |
| -- | ------------------------------------------- | ------------------------- |
| 1. | MY HEART DRAWS A DREAM                      | hyde (letra) ken (música) |
| 2. | Feeling Fine 2007                           | hyde (letra) ken (música) |
| 3. | MY HEART DRAWS A DREAM (hydeless version)   | ken (música)              |
| 4. | Feeling Fine 2007 (TETSU P'UNKless version) | ken (música)              |

## Lista de ventas
| Lun | Mar | Mie | Jue | Vie | Sab | Dom | Posición Semanal | Ventas  |
| --- | --- | --- | --- | --- | --- | --- | ---------------- | ------- |
| -   | #1  | #1  | #1  | #2  | #2  | #3  | #1               | 112 607 |
| #2  | #11 | #11 | #7  | #5  | #8  | #8  | #6               | 16 057  |
| #6  | #14 | #15 | #17 | #16 | #18 | -   | #17              | 7854    |
| -   | -   | -   | -   | -   | -   | -   | #34              | 3001    |
| -   | -   | -   | -   | -   | -   | -   | #59              | 2006    |
| -   | -   | -   | -   | -   | -   | -   | #70              | 1365    |
| -   | -   | -   | -   | -   | -   | -   | #45              | 2005    |
| -   | -   | -   | -   | -   | -   | -   |                  | 998     |
| -   | -   | -   | -   | -   | -   | -   |                  | 777     |
| -   | -   | -   | -   | -   | -   | -   |                  | 564     |
| -   | -   | -   | -   | -   | -   | -   |                  | 400     |

- Ventas Totales:  147 634

(45.º sencillo más vendido del año 2007)